# Хірурговидні
Хірурговидні (Acanthuroidei) — підряд костистих риб ряду Окунеподібні (Perciformes). Представники цього підряду мають стисле тіло вкрите дрібною ктеноїдною лускою.

## Родини
- Підряд Acanthuroidei — Хірурговидні
  - Acanthuridae — Хірургові
  - Ephippidae — Ефіппові, пагуарові, платаксові
  - Luvaridae — Луварові
  - Scatophagidae — Аргусові, скатофагові
  - Siganidae — Сиганові
  - Zanclidae — Занклові